# شیر کنترل جریان
یک شیر کنترل جریان، فشار یا جریان یک سیال را تنظیم می کند. دریچه‌های کنترل معمولاً به سیگنال‌های تولید شده توسط دستگاه‌های مستقل مانند دبی سنج ها یا دماسنج‌ها پاسخ می‌دهند.

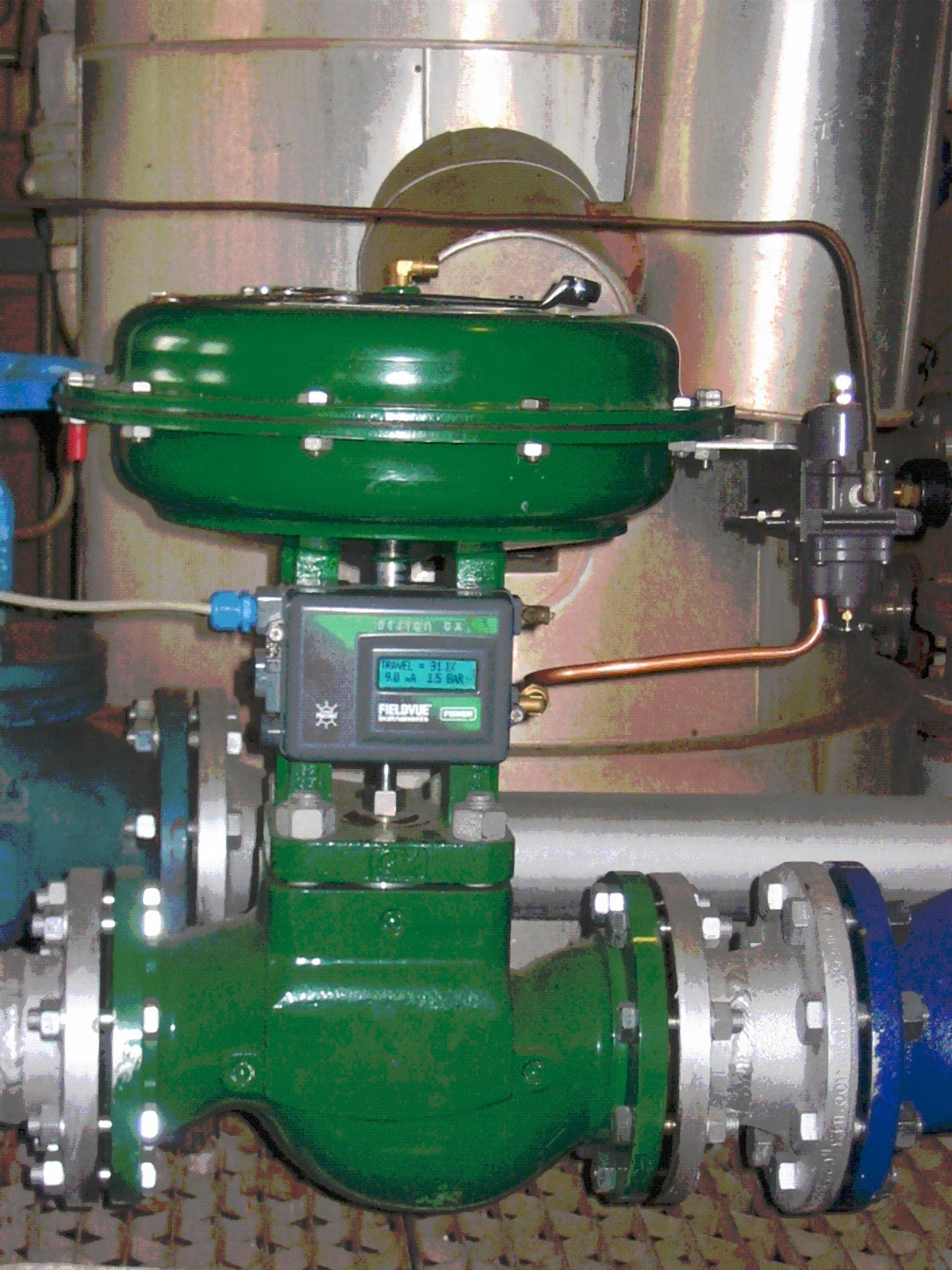
شیر کنترل گلوب با محرک پنوماتیک و موقعیت گیر هوشمند. جریان حلقه و حرکت ساقه نمایش داده شده است.

شیرهای کنترل معمولاً دارای محرک و پوزیشنر هستند. دریچه‌های گلوب با تحریک پنوماتیک و شیرهای دیافراگمی به طور گسترده برای اهداف کنترلی در بسیاری از صنایع استفاده می‌شوند، اگرچه از انواع چرخشی مانند دریچه‌های توپی و پروانه‌ای نیز استفاده می‌شود.
شیرهای کنترل همچنین می توانند با محرک های هیدرولیک (همچنین به عنوان خلبان های هیدرولیک شناخته می شوند) کار کنند. این نوع شیرها با نام شیرهای کنترل اتوماتیک نیز شناخته می شوند. محرک های هیدرولیک به تغییرات فشار یا جریان پاسخ می دهند و شیر را باز و بسته می کنند. شیرهای کنترل اتوماتیک نیازی به منبع تغذیه خارجی ندارندو این به این معنی که فشار سیال برای باز و بسته کردن آنها کافی است.
شیرهای کنترل اتوماتیک شامل شیرهای کاهنده فشار، شیرهای کنترل جریان، شیرهای نگهدارنده فشار معکوس، دریچه‌های ارتفاع و شیرهای تسکین هستند.

## کاربرد

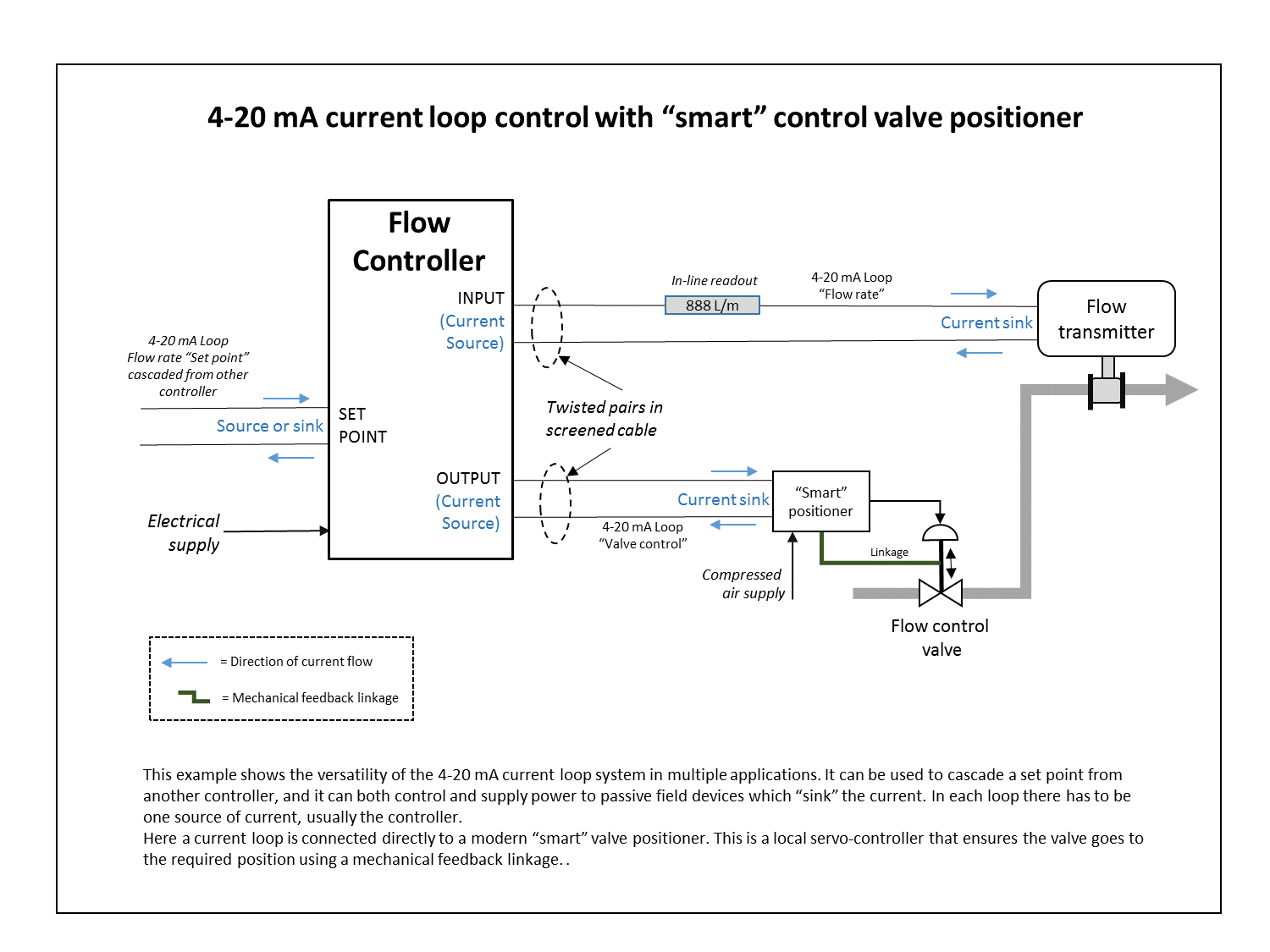
نمونه ای از حلقه های جریان مورد استفاده برای سنجش و کنترل. نمونه خاصی از موقعیت گیر شیر هوشمند استفاده شده.

کارخانه های فرآیند شامل صدها یا حتی هزاران حلقه کنترل هستند که همگی با هم شبکه شده اند تا محصولی را تولید کنند که برای فروش عرضه می شود. هر یک از این حلقه‌های کنترل به گونه‌ای طراحی شده‌اند که برخی از متغیرهای مهم فرآیند مانند جریان،فشار،سطح یا دما را در محدوده عملیاتی مورد نیاز برای اطمینان از کیفیت محصول نهایی نگه دارند. هر حلقه اغتشاشاتی را دریافت می کند که به طور مخربی بر متغیر فرآیند تأثیر می گذارد، و تعامل از حلقه های دیگر در شبکه اختلالاتی را ایجاد می کند که بر متغیر فرآیند تأثیر می گذارد. 
برای کاهش اثر این اختلالات بار، سنسورها و فرستنده ها اطلاعاتی را در مورد متغیر فرآیند و ارتباط آن با نقطه تنظیم مورد نظر جمع آوری می کنند. سپس یک کنترل‌کننده این اطلاعات را پردازش می‌کند و تصمیم می‌گیرد که چه کاری باید انجام شود تا متغیر فرآیند به جایی که باید پس از بروز اختلال در بار باشد، باید انجام شود. وقتی همه اندازه‌گیری‌ها، مقایسه‌ها و محاسبه‌ها انجام شد، برخی از عناصر کنترل نهایی باید استراتژی انتخاب شده توسط کنترل‌کننده را پیاده‌سازی کنند. رایج ترین عنصر کنترل نهایی در صنایع کنترل فرآیند، شیر کنترل است. شیر کنترل یک سیال جاری مانند بخار،گاز، آب یا ترکیبات شیمیایی را دستکاری می کند تا اختلال بار را جبران کند و فرآیند تنظیم شده را تا حد امکان نزدیک به نقطه تنظیم مورد نظر تغییر دهد. 

## تصاویر

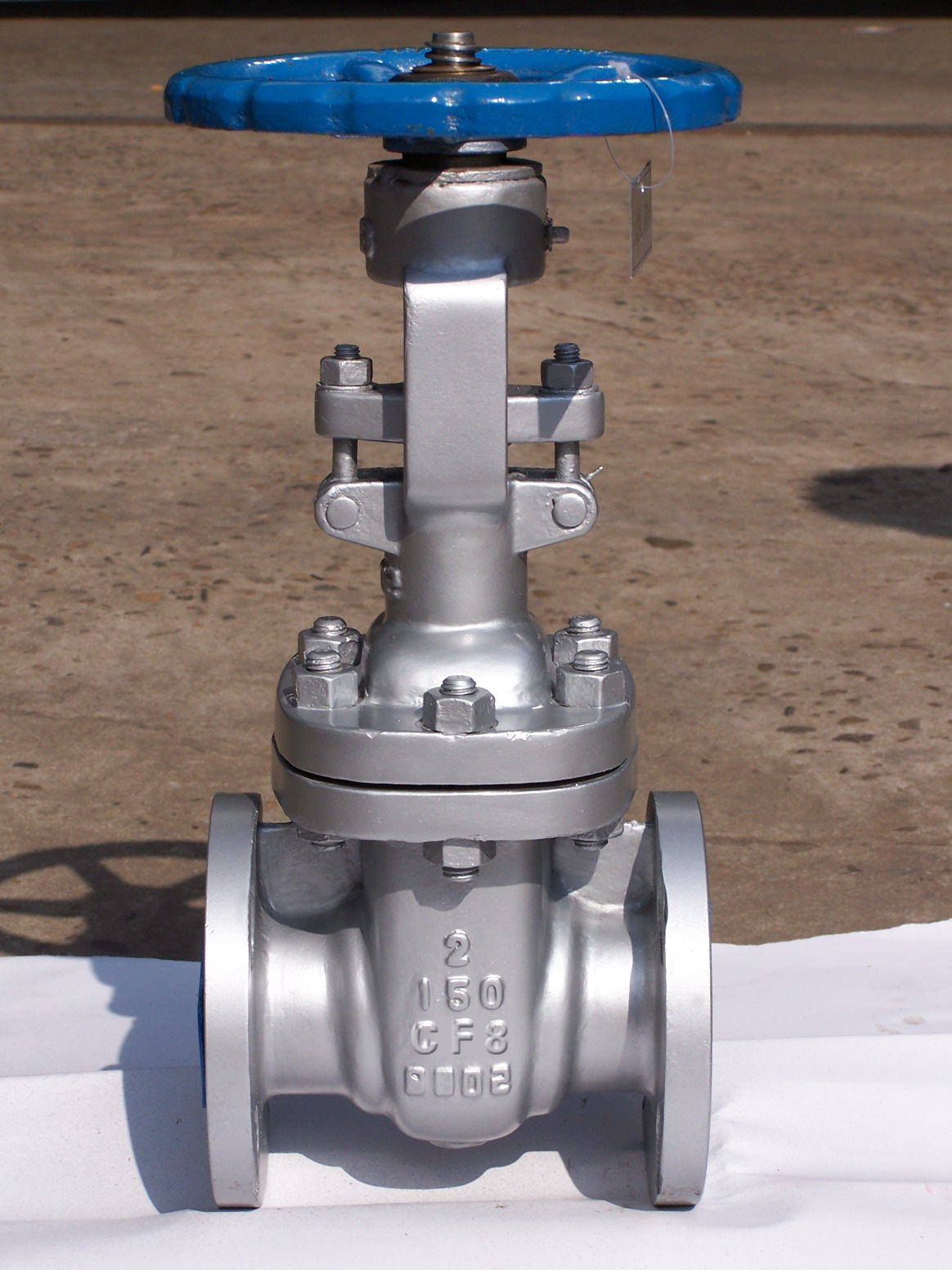
شیر دروازه فولادی ضد زنگ
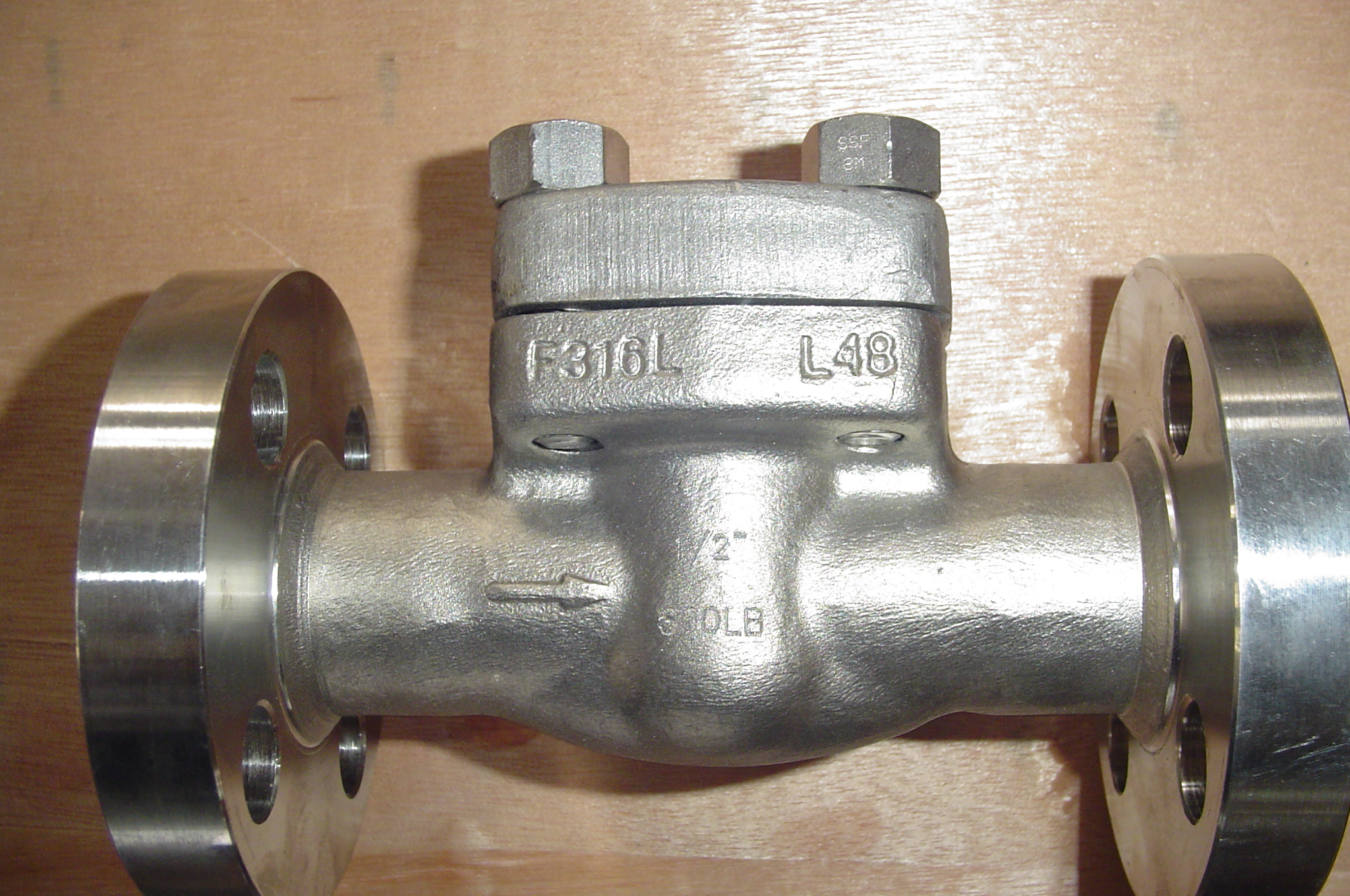
شیر چک فولاد ضد زنگ
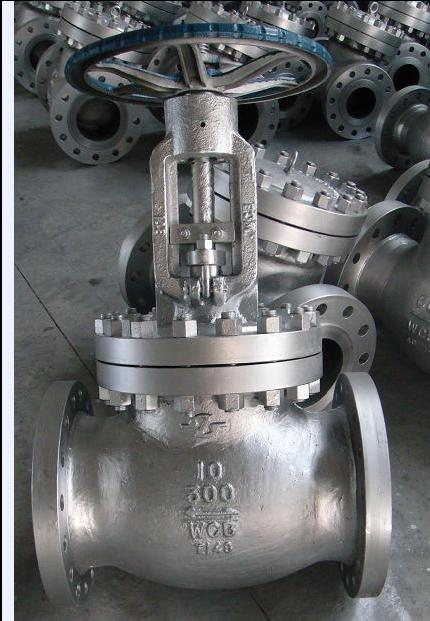
شیر کروی فولاد کربنی
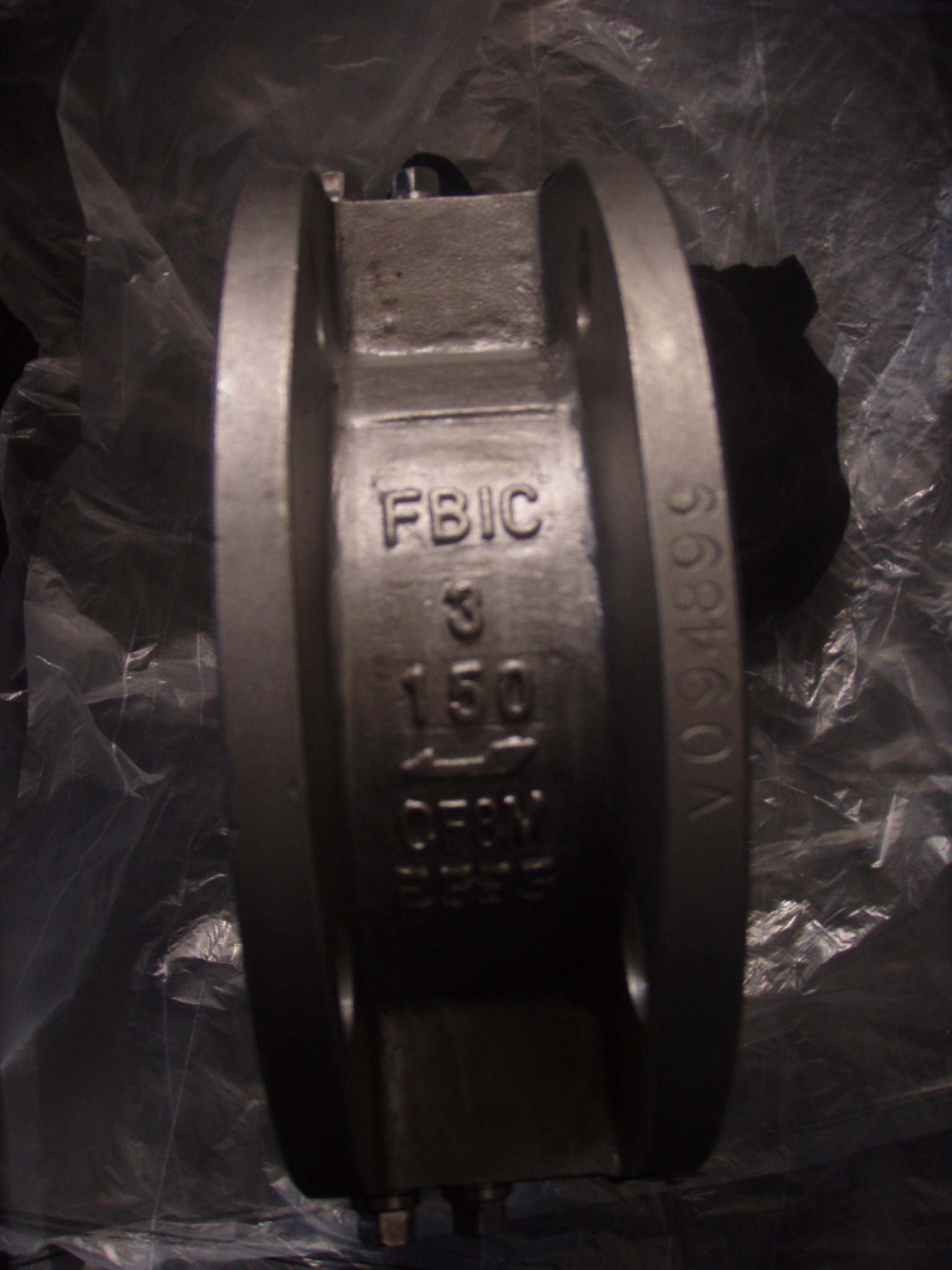
شیر چک ویفر استیل ضد زنگ
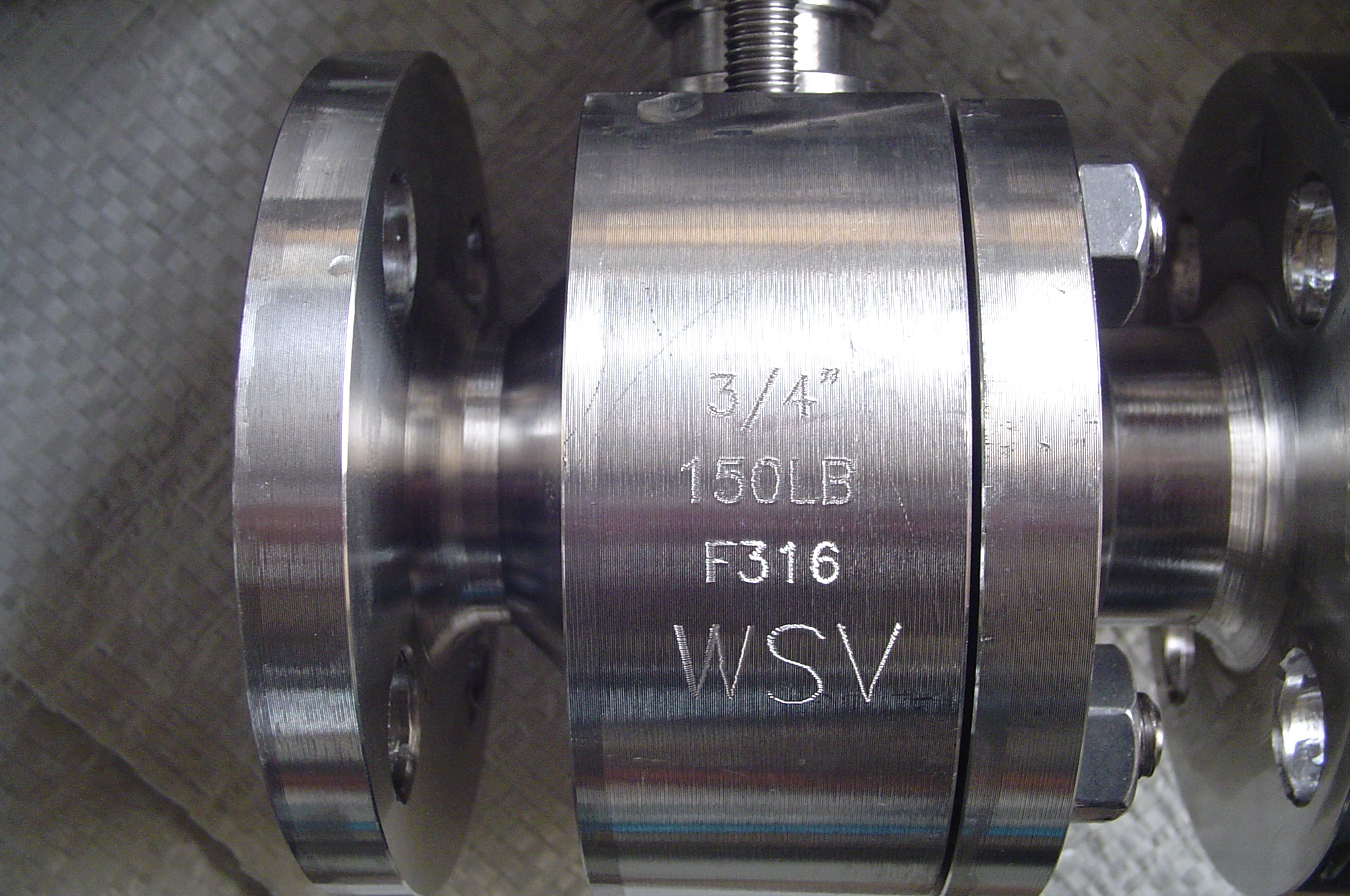
شیر توپی استیل ضد زنگ
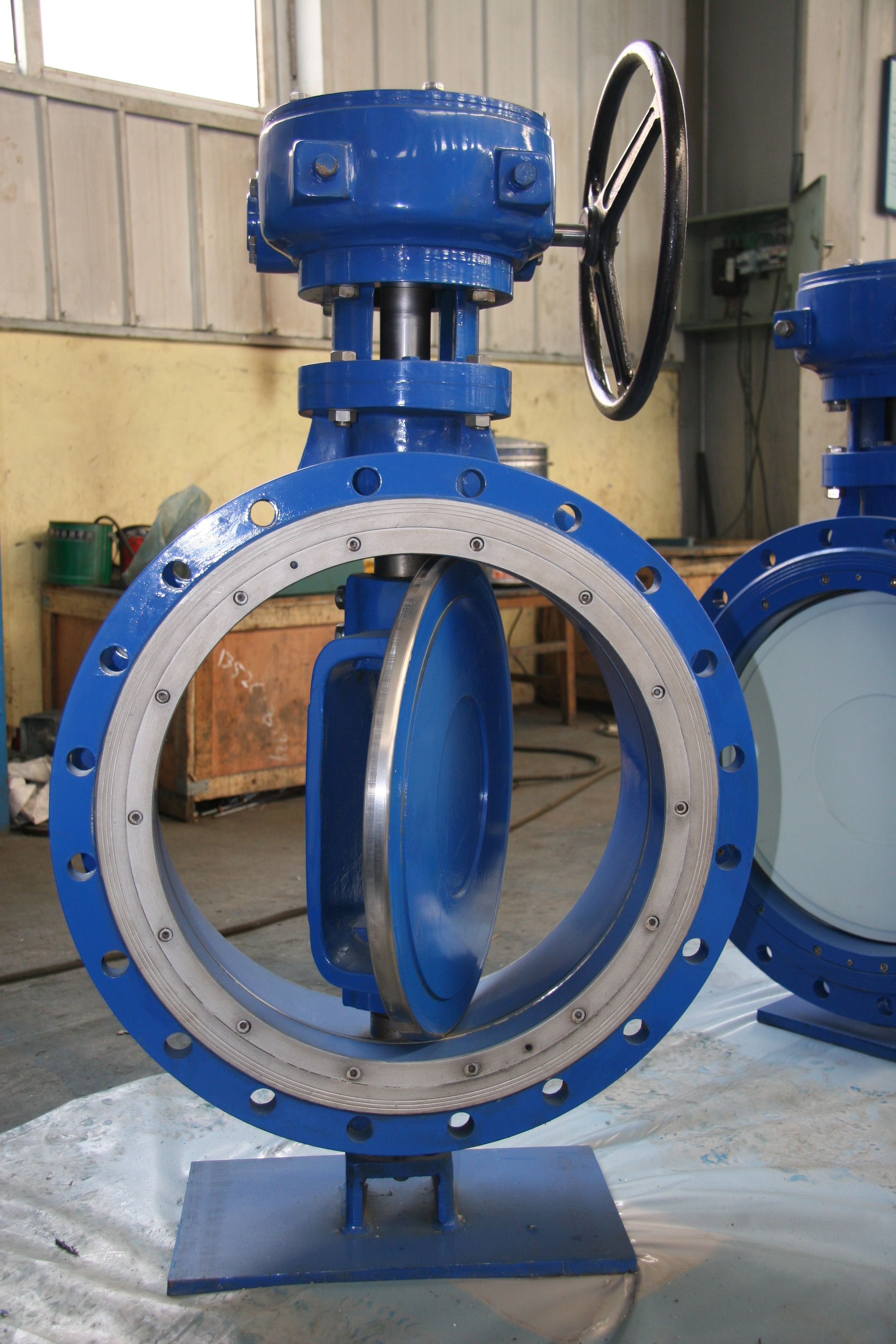
شیر پروانه ای چدنی
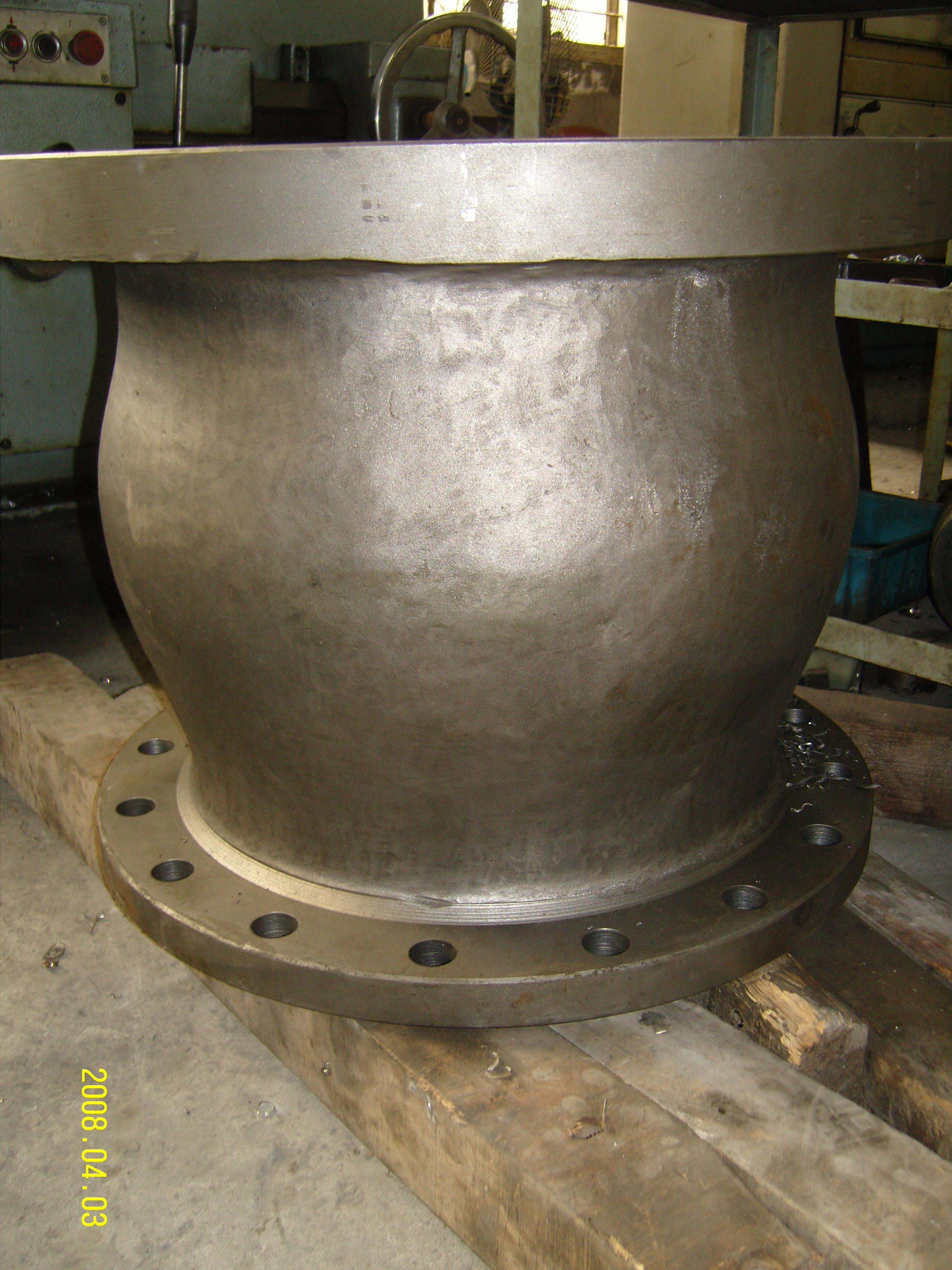
شیر چک اینکونل نازل فلنج دار یا شیر چک محوری